# Palazzo dalle Olle
Palazzo dalle Olle (già Lacchini, poi Ghetti) è un edificio storico ubicato nel centro di Faenza.  
L'edificio confina con Palazzo Laderchi di cui ne è il prosieguo fino a via Micheline,  dove rimane infatti il ricordo, poco più avanti, del convento delle suore Micheline del '600, posto nella parte verso l’omonima via, con chiesa annessa Le suore Micheline gestirono l'orfanotrofio dal 1542 al 1812.

## Descrizione
La facciata si sviluppa su tre livelli con una disposizione regolare delle aperture, conferendo all'edificio un aspetto equilibrato e armonico. La parte inferiore della facciata è rivestita con intonaco a grana ruvida, mentre i piani superiori presentano una superficie più liscia. Le finestre del piano terra sono più piccole, dotate di inferriate in ferro battuto con motivi decorativi, tipiche delle residenze signorili dell’epoca. Ai piani superiori, le finestre sono più ampie, con imposte a battente. Le finestre del secondo piano, realizzato nel 1912, hanno piccoli balconcini con ringhiere in ferro battuto con motivi floreali di gusto più Liberty. L’accesso principale è caratterizzato da un grande portone ad arco con cornice in pietra, elemento distintivo delle dimore storiche. Le finestre dei piani superiori hanno cornici e piccoli davanzali decorativi, mentre la linea di gronda è sottolineata da un cornicione sporgente. Il palazzo mostra influenze neoclassiche, con una facciata sobria ed elegante, caratterizzata da proporzioni equilibrate e dettagli decorativi discreti.
L’atrio del palazzo presenta elementi architettonici tipici delle residenze nobiliari dell’epoca, combinando eleganza e funzionalità. Si sviluppa in un lungo corridoio porticato con una successione di archi a tutto sesto che creano una scansione ritmica dello spazio. Questo conferisce profondità e solennità all'ambiente. Il soffitto è caratterizzato da volte a crociera, soluzione che permette di distribuire i carichi e allo stesso tempo dona un senso di leggerezza all'insieme. Le colonne, con basi scure e capitelli semplici, sostengono gli archi e rafforzano l’impressione di solidità e ordine, in linea con il gusto neoclassico diffuso nell'Ottocento. Il pavimento alterna lastre lisce e ciottoli disposti in motivi decorativi. Questo tipo di atrio serviva non solo come ingresso principale, ma anche come filtro tra l’esterno e il cortile interno, proteggendo dal vento e dalla pioggia. La sua conformazione e i materiali utilizzati evidenziano un equilibrio tra estetica e praticità, tipico dell’architettura neoclassica. Al piano superiore si viene condotti da una scalinata di rappresentanza caratterizzata da una balaustra in ferro battuto finemente lavorata, con motivi ricorrenti di volute e intrecci di ispirazione Liberty o tardo Neoclassica, e un corrimano in legno scuro che ne esalta l’eleganza. Il pianerottolo superiore è scandito da colonne cilindriche in muratura con capitelli semplici di ordine tuscanico, che creano una divisione visiva e strutturale dello spazio.
Il pavimento è realizzato in graniglia veneziana, con un raffinato motivo geometrico bicromatico che richiama le decorazioni tipiche dell’architettura ottocentesca e contribuisce a dare profondità agli ambienti. Le pareti, intonacate e dipinte in una tonalità calda, sono arricchite da una fascia marcapiano in leggero rilievo che segue la scala e definisce gli spazi.
L’altezza dei soffitti, impreziositi da cornici in stucco lineari, amplifica la percezione di ampiezza e luminosità, ulteriormente valorizzata dalle grandi finestre a vetri suddivisi da sottili montanti in legno. Sullo sfondo, una porta vetrata con transenna superiore lascia filtrare la luce naturale, creando un suggestivo gioco di chiaroscuri che esalta la raffinatezza dell’ambiente.

## Storia
Le origini del palazzo si attestano intorno al 1600, ma precedentemente si può risalire all'epoca romana, come testimonia un pavimento a mosaico in un ambiente del palazzo e nelle cantine un antico forno per le ceramiche, oggi non più visibile, con annesso pozzo ancora in loco.

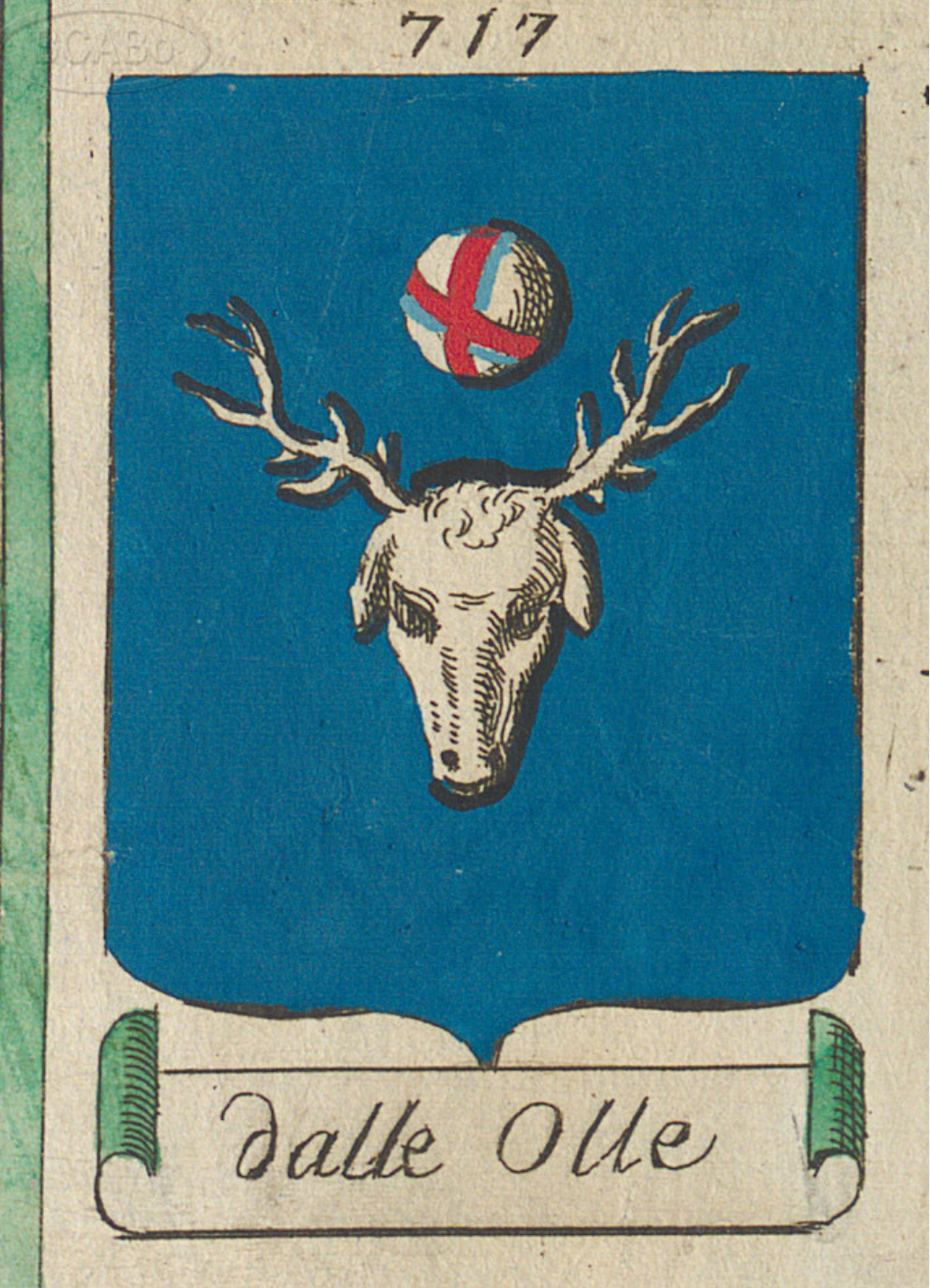
stemma famiglia dalle Olle

Nel 1798 la parte in angolo tra corso Garibaldi e via Micheline apparteneva al conte Matteo Ginnasi. Proseguendo invece su corso Garibaldi verso la piazza erano presenti due piccole case a schiera appartenenti ad uno spagnolo di nome Filippo Fernandez, ex gesuita emigrato a Faenza nel 1784, cacciato da Re Carlo III di Spagna, e alla Parrocchia di San Biagio. Da Fernandez la casa passò in seguito ad un altro Spagnolo di nome Filippo Eccabarieta nel 1821. A quel punto il complesso era così composto, partendo dalla piazza, dalla Chiesa di San Biagio (di cui Lacchini era affittuario), una casetta di Battista Orioli che nel mentre aveva acquistato anche la casa di Don Filippo Eccabarieta e la casa in angolo di Ginnasi poi ceduta a Giovanni Zucchini. Quest'ultima fu acquistata nel 1835 da Lacchini circondando di fatto le proprietà di Orioli che la cedette infine ad Anacleto Lacchini figlio di Gian Battista. L’impianto odierno del Palazzo risale quindi ai primi dell'800, quando divenuto di proprietà dei conti Lacchini, cominciò un restaurarono col gusto dell'epoca uniformando la facciata e creando l’ampio atrio e lo scenografico scalone. Dell' '800 sono quindi i soffitti a volta con decorazioni del Giani, molti a tema equestre a richiamare l’arma dei Lacchini. Sotto le volte permangono tuttavia i soffitti originali, molto più alti e con decorazioni più antiche in alcuni punti ancora visibili. Nel 1889, Vicenzo Lacchini aprì le tre botteghe al piano terra ancora presenti. 
Sempre nel secolo XIX, avvenne la chiusura al piano nobile della loggia (simile a quella del piano superiore) che collegava tutte le stanze del primo piano. Il secondo piano fu infine opera della contessa Silvia Lacchini che alzò le soffitte facendo realizzare le ringhiere stile liberty ancora esistenti con motivi floreali che adornano la facciata. Giovanni Battista Lacchini nel 1913 fece realizzare un osservatorio astronomico in un ballatoio in legno, per poi spostarlo nella casa in Borgo Durbecco.
Il palazzo fu in seguito venduto e dai Lacchini passò a Cesare Ghetti nei primi del 1900, i cui eredi lo cedettero alla nobile famiglia bolognese dei dalle Olle.

## Archeologia
Durante dei lavori di scavo al pianterreno nel 1980, fu qui rinvenuto un sacello in pietra che doveva essere posto sotto l'altare, contenente le reliquie di san Biagio a cui la chiesa era intitolata. Fu inoltre ritrovata durante gli scavi una testa di bambino in marmo di epoca romana di fine realizzazione oggi conservata presso la Pinacoteca di Faenza. Nel 1932 in una cantina del Palazzo fu rinvenuto un pavimento a mosaico bianco e nero a motivi geometrici che si può attribuire al I o inizio II sec. d.C.
Nel 1944 nel cortile a destra dell'androne fu ritrovato in uno scavo un pavimento in opus spicatum, il pavimento, secondo Antonio Medri, era orientato da nord-ovest a sud-est. Fu rinvenuto un pavimento musivo a disegno geometrico nero su fondo bianco. Il tema principale della decorazione è costituito da stelle a toto punte, formate da otto rombi accostati, alternate a emblemata. Il campo era racchiuso in una duplice cornice a treccia e dentelli. Il mosaico, asportato dalla sede originale, è ora sistemato a frammenti e posto a pavimentazione di un ambiente del Palazzo. Il disegno trova similitudini col pavimento musivo dell'ambiente n. 16 della villa romana di Russi.